# Tityus sylviae
Espèce
Tityus sylviae est une espèce de scorpions de la famille des Buthidae.

## Distribution
Cette espèce est endémique de l'État d'Amazonas au Brésil. Elle se rencontre vers Barcelos.

## Description
La femelle holotype mesure 50,1 mm.

## Étymologie
Cette espèce est nommée en l'honneur de Sylvia Marlene Lucas.

## Publication originale
- Lourenço, 2005 : « Scorpion diversity and endemism in the Rio Negro region of Brazilian Amazonia, with the description of two new species of Tityus C.L. Koch (Scorpiones, Buthidae). » Amazoniana, vol. 18, no 3/4, p. 203-213 (texte intégral).